# Murray City
Murray City és una població dels Estats Units a l'estat d'Ohio. Segons el cens del 2000 tenia 452 habitants.

## Demografia
Segons el cens del 2000, Murray City tenia 452 habitants, 190 habitatges, i 132 famílies. La densitat de població era de 581,7 habitants per km².
Dels 190 habitatges en un 32,6% hi vivien nens de menys de 18 anys, en un 51,6% hi vivien parelles casades, en un 13,2% dones solteres, i en un 30,5% no eren unitats familiars. En el 25,3% dels habitatges hi vivien persones soles el 13,7% de les quals corresponia a persones de 65 anys o més que vivien soles. El nombre mitjà de persones vivint en cada habitatge era de 2,38 i el nombre mitjà de persones que vivien en cada família era de 2,86.
Per edats la població es repartia de la següent manera: un 24,3% tenia menys de 18 anys, un 9,7% entre 18 i 24, un 29% entre 25 i 44, un 23,9% de 45 a 60 i un 13,1% 65 anys o més.
L'edat mediana era de 35 anys. Per cada 100 dones de 18 o més anys hi havia 94,3 homes.
La renda mediana per habitatge era de 27.969 $ i la renda mediana per família de 32.188 $. Els homes tenien una renda mediana de 30.333 $ mentre que les dones 20.313 $. La renda per capita de la població era de 12.730 $. Aproximadament el 19,5% de les famílies i el 19,8% de la població estaven per davall del llindar de pobresa.

## Poblacions més properes
El següent diagrama mostra les poblacions més properes.